# Починки (Юкаменский район)
Почи́нки — деревня в Юкаменском районе Удмуртии, в составе Ёжевского сельского поселения.

## География
Деревня расположена на высоте 209 м над уровнем моря.
Улицы деревни:
- Верхняя
- Ключевой переулок
- Кооперативная
- Нижняя
- Полевой переулок
- Средняя

## Население
Численность постоянного населения деревни составляет 266 человек (2007). В деревне работают детский сад и общеобразовательная школа.